# Torneig d'escacs de Hastings
El Congrés Internacional d'Escacs de Hastings (oficialment, en anglès: Hastings International Chess Congress) és un torneig d'escacs que se celebra a Hastings, Anglaterra, cap a final d'any. El torneig principal és el Hastings Premier, que es juga tradicionalment amb format round-robin d'entre 10 i 16 jugadors. El 2004/05 el torneig es va jugar amb el format de knock out; mentre que el 2005/06 i 2006/07 es va jugar per sistema suís. En paral·lel al torneig principal es juga un torneig d'aspirants, obert a qualsevol jugador, i el guanyador del qual obté una invitació per a jugar el Premier de l'any següent.
A més a més del torneig internacional anual al «Congrés de Nadal», Hastings també ha estat la seu de torneigs internacionals amb periodicitat irregular en el seu «Congrés d'Estiu». El més conegut d'aquests fou el Torneig de Hastings de 1895, al qual hi varen participar dos campions del món i pràcticament tots els millors jugadors del món del moment.
Tots els Campions del món anteriors a Garri Kaspàrov excepte Bobby Fischer han jugat a Hastings: Wilhelm Steinitz (1895), Emanuel Lasker (1895), José Raúl Capablanca (1919, 1929/30, 1930/1 i 1934/5), Aleksandr Alekhin (1922, 1925/6, 1933/4 i 1936/7), Max Euwe (1923/4, 1930/1, 1931/2, 1934/5, 1945/6 i 1949/50), Mikhaïl Botvínnik (1934/5, 1961/2 i 1966/7), Vassili Smislov (1954/5, 1962/3 i 1968/9), Mikhaïl Tal (1963/4), Tigran Petrossian (1977/8), Borís Spasski (1965/6), i Anatoli Kàrpov (1971/2). Els únics campions que varen jugar-hi mentre ostentaven el títol foren Lasker a Hastings 1895 i Alekhin al Congrés de Nadal de 1933/4.
Vera Menchik (Txecoslovàquia), que era la Campiona del món regnant en aquell moment, fou la primera dona que va jugar al grup Premier, i va participar en set edicions des de 1929/30 fins a 1936/37.
El 1963/4 Nona Gaprindaixvili (URSS) va guanyar el grup Challengers, també quan era Campiona del món, i es va guanyar així una plaça al grup Premier de l'any següent.
Al Premier de 1964/5 hi va puntuar 5/9 i hi acabà cinquena, tot guanyant tots els mestres britànics participants.
La variant Hastings del gambit de dama refusat pren el seu nom de la partida Victor Berger (nascut Buerger) – George Alan Thomas, Hastings 1926/7, que va començar amb els moviments 1.d4 d5 2.c4 e6 3.Cf3 Cf6 4.Ag5 h6 5.Axf6 Dxf6 6.Cc3 c6 7.Db3.
|  |

## Premier(Congrés de Nadal)

### Història
El primer Congrés de Nadal, de 1920/1, fou un doble round-robin a quatre jugadors, entre campions britànics, guanyat per Frederick Yates 4/6 per davant de Roland Henry Vaughn Scott 3.5, Henry Ernest Atkins 3, i Richard Griffith 1.5.
El 1921/2, el segon Congrés, tingué un quadre encara pràctiament britànic. L'únic estranger que hi jugà, Borislav Kostić (Iugoslàvia), va guanyar amb un resultat perfecte de 7/7 punts. El tercer Congrés, el 1922/3, fou el primer que convertí l'esdeveniment en una vertadera competició internacional, amb quatre participants estrangers en un quadre de deu.
Max Euwe (Països Baixos) va guanyar amb 7,5/9. Excepte l'edició i 1924/5 i les de la II Guerra Mundial, els torneigs continuarien essent de deu jugadors, amb la mitat del quadre amb britànics, i l'altra meitat estrangers. El 1968 el quadre s'incrementà a dotze jugadors, i el 1971 s'incrementà novament fins als setze. El Congrés es va celebrar a l'Ajuntament de Hastings entre 1921 i 1929. El 1930 es va celebrar a l'Hotel Waverly; entre 1931 i 1953 al White Rock Pavilion; entre 1954 i 1965 al Sun Lounge, St. Leonards-on-Sea; i el 1966 a Falaise Hall, White Rock Gardens.
Al començament, el torneig se sostenia amb donacions econòmiques privades, i amb el suport de la Corporació de Hastings, però al cap d'un temps fou necessària l'esponsorització comercial.
Els torneigs entre 1967 i 1969 foren esponsoritzats pel diari The Times i per les Corporacions de St Leonards i de Hastings.
Això va permetre un increment en la borsa de premis tant pel grup Premier com pel d'aspirants, amb els premis pel grup Premier de: 1r £250, 2n £100, 3r £50, 4t £25, i £5 per partida guanyada pels qui no obtinguessin cap premi. Al grup d'aspirants els premis eren: 1r £100, 2n £50, 3r £30, 4t £20, 5è £10, i £20 per la millor puntuació d'un jugador britànic. Els participants al grup Premier (tots per invitació) tenien les despeses pagades. El preu d'inscripció pel grup d'aspirants era de £4, en un quadre de 32 jugadors seleccionats de les sol·licituds d'inscripció rebudes.
Zetters International Pools fou el patrocinador el 1975, i Ladbrokes el 1976.
D'altres patrocinadors foren Jim Slater, W. R. Morry, i Friends of Chess.
Al Congrés de 1961/2 hi participà el Campió del món Mikhaïl Botvínnik, en el seu primer retorn a Hastings des de 1934/5.
El Congrés de 1934/5 fou el primer torneig de Botvínnik fora de la Unió Soviètica, i hi acabà en un decebedor cinquè lloc darrere de Sir George Thomas, Max Euwe, i Salo Flohr empatats als llocs 1r-3r, i Capablanca al 4t.
Aquest cop Botvínnik acabà invicte, guanyant set partides i entaulant-ne dues per acabar primer amb 7/9.
Svetozar Gligorić fou segon amb 6, Flohr tercer amb 5.5, i Arthur Bisguier i John Penrose empataren als llocs quart-cinquè amb 5.

### Quadre d'honor
| #  | Any             | Campió |
| -- | --------------- | --- |
| 1  | 1920/21         | Frederick Yates (Anglaterra) |
| 2  | 1921/22         | Borislav Kostić (Iugoslàvia) |
| 3  | 1922/23         | Akiba Rubinstein (Polònia) |
| 4  | 1923/24         | Max Euwe (Països Baixos) |
| 5  | 1924/25         | Géza Maróczy (Hongria) · Savielly Tartakower (Polònia) |
| 6  | 1925/26         | Aleksandr Alekhin (França) · Milan Vidmar (Iugoslàvia) |
| 7  | 1926/27         | Savielly Tartakower (Polònia) |
| 8  | 1927/28         | Savielly Tartakower (Polònia) |
| 9  | 1928/29         | Edgard Colle (Bèlgica) · Frank Marshall (Estats Units) · Sándor Takács (Hongria) |
| 10 | 1929/30         | José Raúl Capablanca (Cuba) |
| 11 | 1930/31         | Max Euwe (Països Baixos) |
| 12 | 1931/32         | Salo Flohr (Txecoslovàquia) |
| 13 | 1932/33         | Salo Flohr (Txecoslovàquia) |
| 14 | 1933/34         | Salo Flohr (Txecoslovàquia) |
| 15 | 1934/35         | Max Euwe (Països Baixos) · George Alan Thomas (Anglaterra) · Salo Flohr (Txecoslovàquia) |
| 16 | 1935/36         | Reuben Fine (Estats Units) |
| 17 | 1936/37         | Aleksandr Alekhin (França) |
| 18 | 1937/38         | Samuel Reshevsky (Estats Units) |
| 19 | 1938/39         | László Szabó (Hongria) |
| 20 | 1939/40         | Frank Parr (Anglaterra) |
| 21 | 1945/46         | Savielly Tartakower (França) |
| 22 | 1946/47         | Conel Hugh O'Donel Alexander (Anglaterra) |
| 23 | 1947/48         | László Szabó (Hongria) |
| 24 | 1948/49         | Nicolas Rossolimo (França) |
| 25 | 1949/50         | László Szabó (Hongria) |
| 26 | 1950/51         | Wolfgang Unzicker (RFA) |
| 27 | 1951/52         | Svetozar Gligorić (Iugoslàvia) |
| 28 | 1952/53         | Harry Golombek (Anglaterra) · Antonio Medina (Catalunya) · Jonathan Penrose (Anglaterra) · Daniel Yanofsky (Canadà)                                                                                |
| 29 | 1953/54         | Conel Hugh O'Donel Alexander (Anglaterra) · David Bronstein (USSR) |
| 30 | 1954/55         | Paul Keres (USSR) · Vassili Smislov (USSR) |
| 31 | 1955/56         | Víktor Kortxnoi (USSR) · Fridrik Olafsson (Islàndia) |
| 32 | 1956/57         | Svetozar Gligorić (Iugoslàvia) · Bent Larsen (Dinamarca) |
| 33 | 1957/58         | Paul Keres (USSR) |
| 34 | 1958/59         | Wolfgang Uhlmann (RDA) |
| 35 | 1959/60         | Svetozar Gligorić (Iugoslàvia) |
| 36 | 1960/61         | Svetozar Gligorić (Iugoslàvia) |
| 37 | 1961/62         | Mikhaïl Botvínnik (USSR) |
| 38 | 1962/63         | Svetozar Gligorić (Iugoslàvia) · Alexander Kotov (USSR) |
| 39 | 1963/64         | Mikhaïl Tal (USSR) |
| 40 | 1964/65         | Paul Keres (USSR) |
| 41 | 1965/66         | Borís Spasski (USSR) · Wolfgang Uhlmann (RDA) |
| 42 | 1966/67         | Mikhaïl Botvínnik (USSR) |
| 43 | 1967/68         | Florin Gheorghiu (Romania) · Vlastimil Hort (Txecoslovàquia) · Leonid Stein (USSR) · Alexey Suetin (USSR)                                                                                          |
| 44 | 1968/69         | Vassili Smislov (USSR) |
| 45 | 1969/70         | Lajos Portisch (Hongria) |
| 46 | 1970/71         | Lajos Portisch (Hongria) |
| 47 | 1971/72         | Anatoli Kàrpov (USSR) · Víktor Kortxnoi (USSR) |
| 48 | 1972/73         | Bent Larsen (Dinamarca) |
| 49 | 1973/74         | Guennadi Kuzmín (USSR) · László Szabó (Hongria) · Mikhaïl Tal (USSR) · Jan Timman (Països Baixos)                                                                                                  |
| 50 | 1974/75         | Vlastimil Hort (Txecoslovàquia) |
| 51 | 1975/76         | David Bronstein (USSR) · Vlastimil Hort (Txecoslovàquia) · Wolfgang Uhlmann (RDA) |
| 52 | 1976/77         | Oleg Romànixin (USSR) |
| 53 | 1977/78         | Roman Djindjikhaixvili (Israel) |
| 54 | 1978/79         | Ulf Andersson (Suècia) |
| 55 | 1979/80         | Ulf Andersson (Suècia) · John Nunn (Anglaterra) |
| 56 | 1980/81         | Ulf Andersson (Suècia) |
| 57 | 1981/82         | Víktor Kupréitxik (USSR) |
| 58 | 1982/83         | Rafael Vaganian (USSR) |
| 59 | 1983/84         | Lars Karlsson (Suècia) · Jonathan Speelman (Anglaterra) |
| 60 | 1984/85         | Ievgueni Svéixnikov (USSR) |
| 61 | 1985/86         | Margeir Petursson (Islàndia) |
| 62 | 1986/87         | Murray Chandler (Anglaterra) · Bent Larsen (Dinamarca) · Sembat Lputian (USSR) · Jonathan Speelman (Anglaterra)                                                                                    |
| 63 | 1987/88         | Nigel Short (Anglaterra) |
| 64 | 1988/89         | Nigel Short (Anglaterra) |
| 65 | 1989/90         | Serguei Dolmàtov (USSR) |
| 66 | 1990/91         | Ievgueni Baréiev (USSR) |
| 67 | 1991/92         | Ievgueni Baréiev (Rússia) |
| 68 | 1992/93         | Judit Polgár (Hongria) · Ievgueni Baréiev (Rússia) |
| 69 | 1993/94         | John Nunn (Anglaterra) |
| 70 | 1994/95         | Thomas Luther (Alemanya) |
| 71 | 1995/96         | Stuart Conquest (Anglaterra) · Aleksandr Khalifman (Rússia) · Bogdan Lalić (Croàcia) |
| 72 | 1996/97         | Mark Hebden (Anglaterra) · John Nunn (Anglaterra) · Eduardas Rozentalis (Lituània) |
| 73 | 1997/98         | Matthew Sadler (Anglaterra) |
| 74 | 1998/99[10]     | Ivan Sokolov (Bòsnia i Hercegovina) |
| 75 | 1999/00         | Emil Sutovsky (Israel) |
| 76 | 2000/01         | Stuart Conquest (Anglaterra) · Krishnan Sasikiran (Índia) |
| 77 | 2001/02         | Aleksei Bàrsov (Uzbekistan) · Pentala Harikrishna (Índia) · Krishnan Sasikiran (Índia) |
| 78 | 2002/03         | Peter Heine Nielsen (Dinamarca) |
| 79 | 2003/04[11][12] | Vasilios Kotronias (Grècia) · Jonathan Rowson (Escòcia) |
| 80 | 2004/05         | Vladimir Belov (Rússia) |
| 81 | 2005/06[13]     | Valeriy Neverov (Ucraïna) |
| 82 | 2006/07[14]     | Merab Gagunaixvili (Geòrgia) · Valeriy Neverov (Ucraïna) |
| 83 | 2007/08[15]     | Vadim Malakhatko (Bèlgica) · Nidjat Mamedov (Azerbaijan) · Valeriy Neverov (Ucraïna) |
| 84 | 2008/09         | Igor Kurnosov (Rússia) |
| 85 | 2009/10[16]     | Andrei Istrăţescu (Romania) · Romain Édouard (França) · David Howell (Anglaterra) · Mark Hebden (Anglaterra)                                                                                       |
| 86 | 2010/11[17]     | Deep Sengupta (Índia) · Arghyadip Das (Índia) |
| 87 | 2011/12         | Wang Yue (Xina) |
| 88 | 2012/13         | Gawain Jones (Anglaterra)[18] |
| 89 | 2013/14[19]     | Mikheil Mchedlishvili (Geòrgia) · Ígor Khenkin (Alemanya) · Ma Qun (Xina) · Mark Hebden (Anglaterra) · Jahongir Vakhidov (Uzbekistan) · Justin Sarkar (Estats Units) · Jovica Radovanovic (Sèrbia) |
| 90 | 2014/15[20]     | Zhao Jun (Xina) |
| 91 | 2015/16[21]     | Jahongir Vakhidov (Uzbekistan) · Aleksander Miśta (Polònia) |

## Congrés d'estiu
| # | Any  | Campió                       |
| - | ---- | ---------------------------- |
| 1 | 1895 | Harry Nelson Pillsbury (USA) |
| 2 | 1919 | José Raúl Capablanca (Cuba)  |
| 3 | 1922 | Aleksandr Alekhin (França)   |
| 4 | 1995 | Suat Atalık (Turquia)        |
Hastings 1895 és considerat com un dels millors torneigs en la història dels escacs. Fou un dels primers torneigs en què hi participaren tots els millors jugadors, inclosos l'excampió del món Wilhelm Steinitz i el campió regnant Emanuel Lasker, a més de Mikhaïl Txigorin, Siegbert Tarrasch, Karl Schlechter, Joseph Henry Blackburne, David Janowski, i d'altres. El resultat del round-robin a 22 partides fou una sorpresa, ja que el guanyador va ser l'americà Harry Nelson Pillsbury, qui va fer 16.5 punts a despit que es tractava del seu primer torneig internacional.
L'edició de 1919 «Victory Tournament» fou el primer torneig internacional celebrat en territori aliat després de la I Guerra Mundial.
El quadre era compost principalment per britànics, però el torneig fou dominat pel cubà José Raúl Capablanca (qui aviat seria Campió del món) i el Gran Mestre iugoslau Borislav Kostić. Capablanca va guanyar amb 10,5/11 punts, sense cap derrota, entaulant només la seva partida amb Kostić, qui acabà segon amb 9,5. George Alan Thomas i Frederick Yates empataren als llocs 3r-4t amb 7 punts.
Hastings 1922 fou un round-robin a doble volta amb Aleksandr Alekhin, Akiba Rubinstein, Iefim Bogoliúbov, Siegbert Tarrasch, George Alan Thomas, i Frederick Yates. Capablanca i Lasker hi havien estat convidats, però no hi pogueren assistir. El torneig va assajar un control de temps més lent, que havia estat usual a Anglaterra (17 moviments per hora, en lloc de 20 per hora). El resultat final no es va decidir fins a la darrera ronda. Bogoliúbov va perdre les seves partides contra els líders Alekhin i Rubinstein. Rubinstein necessitava una victòria a la ronda final contra Thomas per empatar al primer lloc amb Alekhin, però va aconseguir només unes taules, així que es va quedar a mig punt de l'objectiu. Alekhin va guanyar amb 7,5, Rubinstein fou segon amb 7, i Bogoliúbov i Thomas empataren als llocs tercer-quart amb 4.